# Барем, Дебби
Де́бора Энн «Де́бби» Ба́рем (англ. Deborah Ann «Debbie» Barham; 20 ноября 1976 — 20 апреля 2003) — британская писательница.

## Биография
Дебби Барем родилась в 1976 году. Окончила среднюю школу Шеффилда (SHS). Начала писать в 15 лет. Творческая деятельность Барем длилась 11 лет, с 1992 по 2003 год. Основной жанр её произведений — комедия. Сотрудничала с Грэмом Нортоном.
Скончалась в 26-летнем возрасте от сердечной недостаточности, вызванной продолжительной борьбой с нервной анорексией 20 апреля 2003 года.